# Maria Śleżańska
Maria Śleżańska – publicystka, autorka książek kucharskich pisanych w końcu XIX i na początku XX wieku,  m.in.:
- Kucharz wielkopolski. 600 praktycznych przepisów kucharskich z własnego doświadczenia, jako to: przepisy smacznych a tanich potraw, smażenia konfitur, przysmaków i ciast, przyrządzania lodów, kremów, galaret, deserów, konserwów i wędlin, oraz sekreta gospodarskie etc. etc. zebrał Maryan, Wyd. 3. Poznań, nakł. i druk. J. Leitgebra (1881)[1].
- Kucharz wielkopolski. 1635 praktycznych przepisów smacznych, tanich i wystawnych obiadów, pieczenia ciast, smażenia konfitur, przyrządzania lodów, soków, galaret, likierów, wódek oraz różne sekreta domowe i spiżarniane niezbędne dla każdej praktycznej i skrzętnej gospodyni (1932)[2]
- Kucharz polski (1932) Warszawa, Księgarnia J. Przeworskiego oraz reprint w 2002 w wyd. Kurpisz
- Co dziś na obiad (1935)[3]
- Umiem gotować (kucharz polski). Zawiera przeszło 1500 przepisów tanich i wystawnych obiadów oraz praktyczne sposoby pieczenia ciast, smażenia konfitur, przyrządzania lodów, soków, galaret i wszelkich napojów, specjalny dział wiadomości domowych i spiżarniczych z ilustracjami i kolorowymi tablicami[4](1936) Wydawnictwo J. Przeworskiego